# Verrucomicrobiia
Classe
Synonymes
- Verrucomicrobiia Cavalier-Smith 2020
- Verrucomicrobiae Hedlund et al. 1998

Les Verrucomicrobiia (anciennement Verrucomicrobiae) forment une classe de bactéries à Gram négatif du phylum des Verrucomicrobiota. Son nom provient de Verrucomicrobiales qui est l'ordre type de cette classe.
En 2022 selon la LPSN (21 octobre 2023) cette classe ne comporte qu'un seul ordre, les Verrucomicrobiales Ward-Rainey et al. 1996.

## Taxonomie
Le nom correct complet (avec auteur) de ce taxon est Verrucomicrobiia corrig. Hedlund et al. 1998.
Le genre type est : Verrucomicrobium Schlesner 1988.
Verrucomicrobiia a pour synonymes :
- Verrucomicrobiae Hedlund et al. 1998 (orthographe inexacte)
- "Verrucomicrobiia" Cavalier-Smith 2020 (publié de manière non valide)

### Étymologie
L'étymologie de cette classe est la suivante : N.L. neut. pl. n. Verrucomicrobiia, la classe des Verrucomicrobiales.